# St. Susannae (Plech)

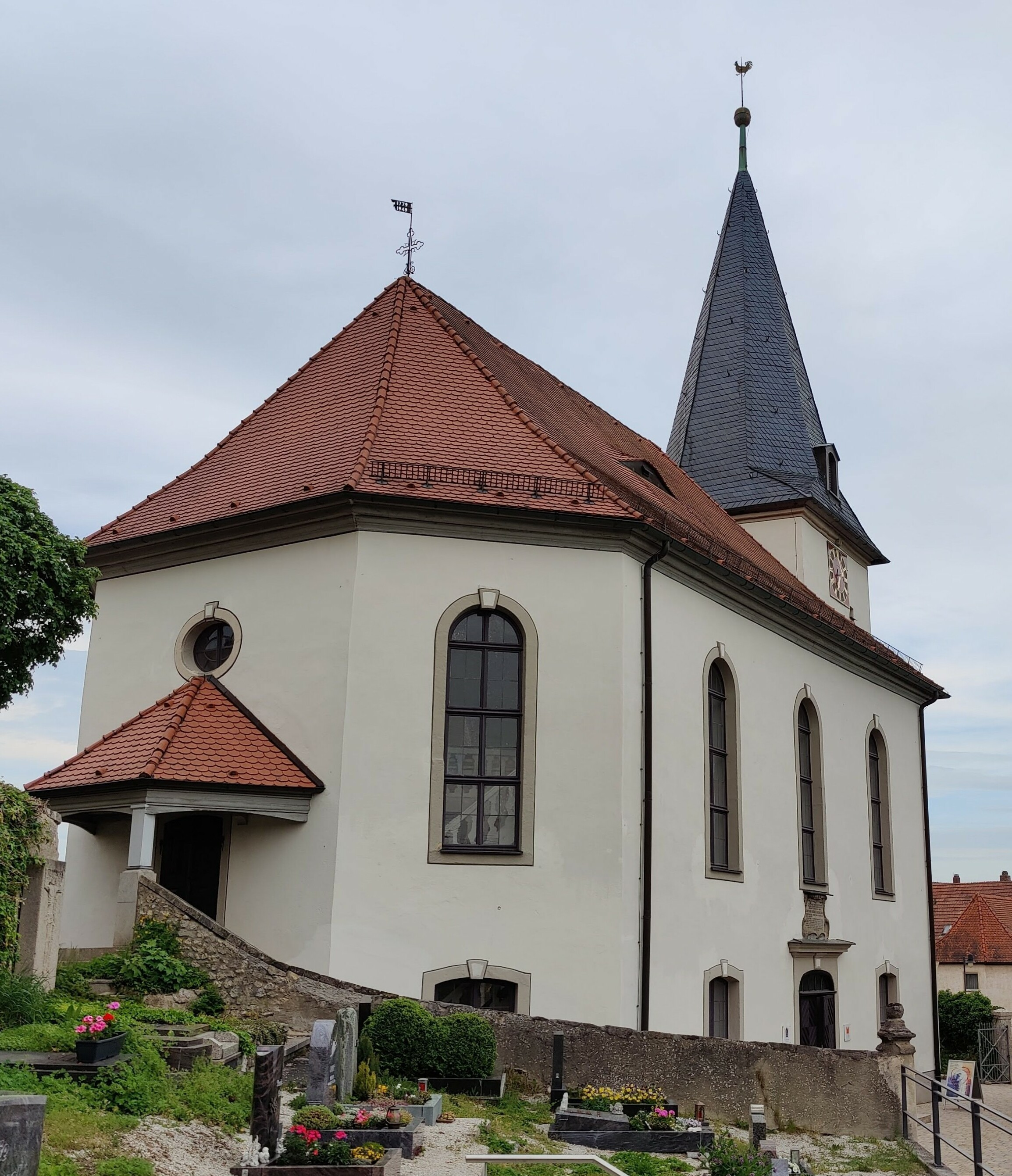
St. Susannae in Plech

Die denkmalgeschützte, evangelisch-lutherische Pfarrkirche St. Susannae steht in Plech, einem Markt im Landkreis Bayreuth (Oberfranken, Bayern). Die Kirche ist unter der Denkmalnummer D-4-72-177-4 als Baudenkmal in der Bayerischen Denkmalliste eingetragen. Die Kirchengemeinde gehört zum Dekanat Pegnitz im Kirchenkreis Bayreuth der Evangelisch-Lutherischen Kirche in Bayern.

## Beschreibung

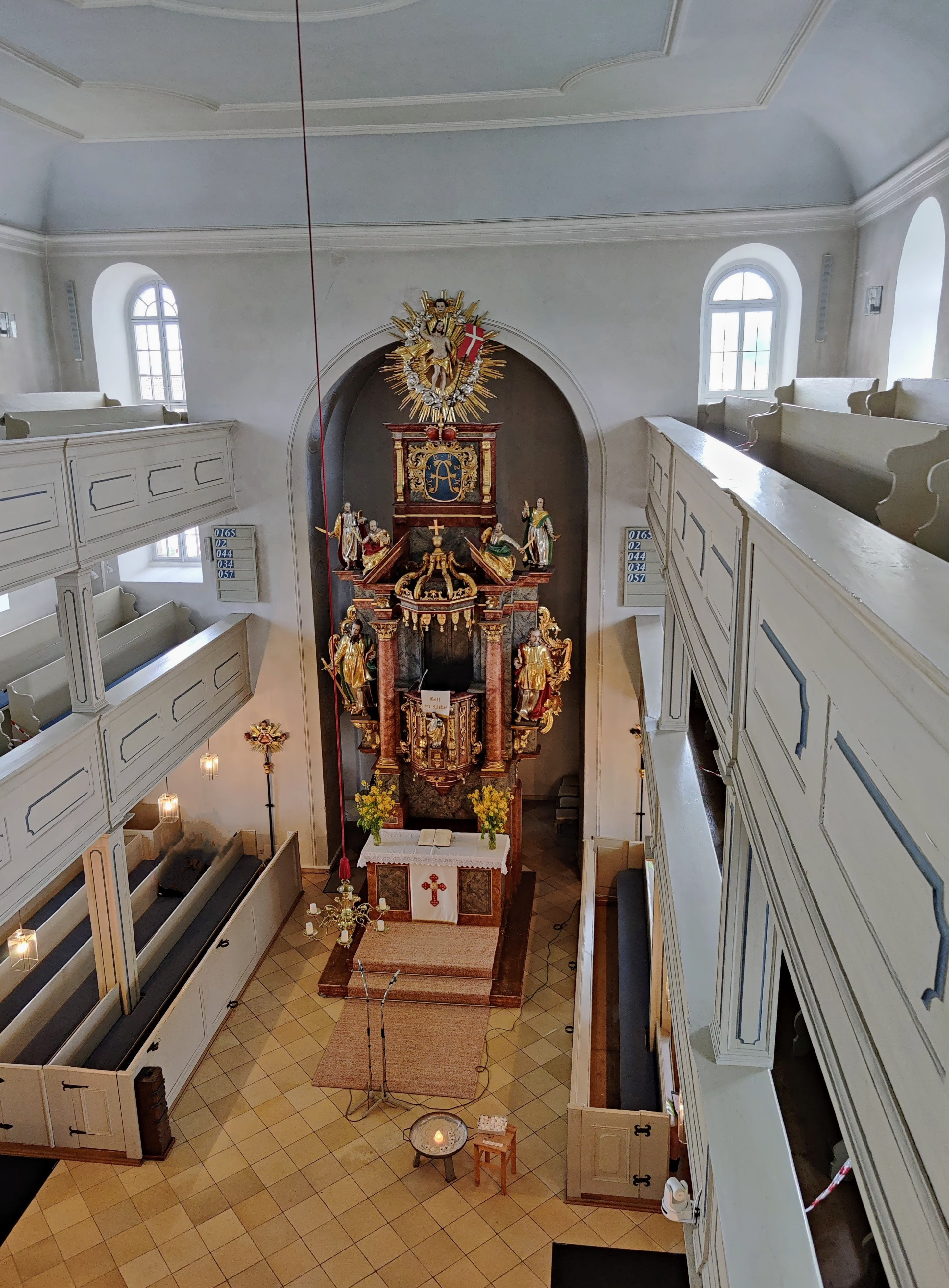
Innenansicht (2021)

Die Saalkirche ist im Kern eine spätmittelalterliche Wehrkirche. Nach der Zerstörung im Dreißigjährigen Krieg wurde sie nach einem Entwurf von Johann Gottlieb Riedel wieder aufgebaut. Der Chorturm wurde 1611 um ein Geschoss aufgestockt, um die Turmuhr unterzubringen, und mit einem schiefergedeckten, achtseitigen Knickhelm bedeckt, hinter dessen Klangarkaden in den Dachgauben sich der Glockenstuhl befindet. Das Langhaus wurde erst 1779–82 erneuert. Der Innenraum des Langhauses, der an drei Seiten doppelstöckige Emporen hat, ist mit einer Flachdecke überspannt, die mit Stuck verziert ist. Der Kanzelaltar von 1731 steht im Chor, d. h. im Erdgeschoss des Chorturms, das mit einem Tonnengewölbe überspannt ist.

## Orgel

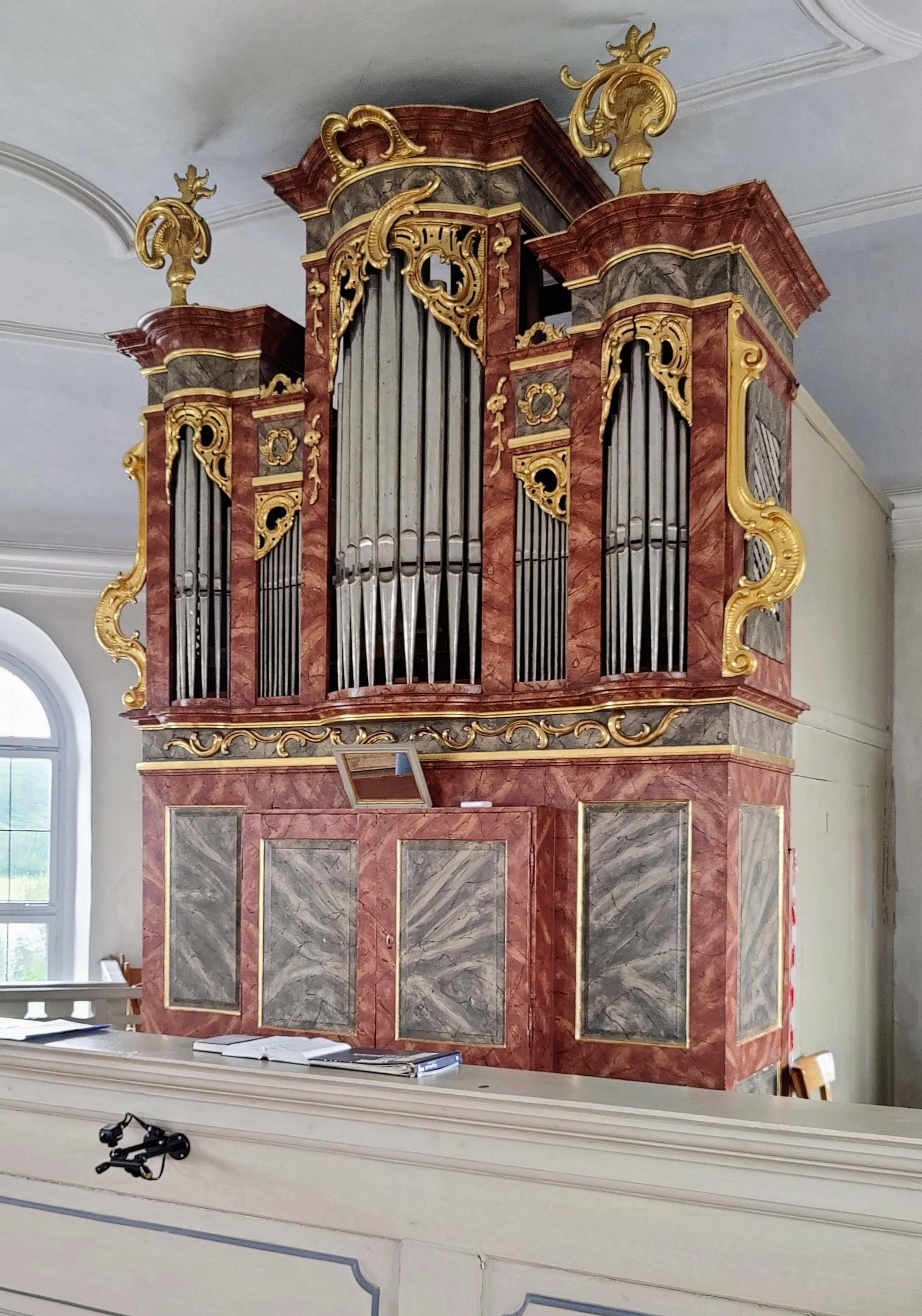
Orgel

Die heutige Orgel mit 11 Registern auf einem Manual und Pedal wurde 1974 von Orgelbau Schmid als Umbau der Vorgängerorgel in das alte Gehäuse gebaut. 1989 erfolgte eine Überholung. Die Disposition lautet:
| I Manual C–c3 |       |
| Principal     | 8′    |
| Gedackt       | 8′    |
| Flöte         | 8′    |
| Salicional    | 8′    |
| Octave        | 4′    |
| Flöte         | 4′    |
| Quinte        | 2 ⁄3′ |
| Octave        | 2′    |
| Mixtur III    | 2′    |

| Pedal C–c1 |     |
| Subbaß     | 16′ |
| Octavbaß   | 8′  |

- Koppeln: I/P
- Bemerkungen: Schleiflade, mechanische Spiel- und Registertraktur, Spielschrank, Rokokoprospekt von 1784